# Knattspyrnufélagið Valur (piłka nożna kobiet)
Knattspyrnufélagið Valur – kobieca sekcja piłki nożnej islandzkiego klubu sportowego Knattspyrnufélagið Valur, mający siedzibę w stolicy kraju, mieście Reykjavík, występujący od sezonu 1977 w rozgrywkach Besta deild. 

## Historia
Chronologia nazw:
- 1970: Valur

Kobieca drużyna piłkarska Valur została założona w Reykjavík w 1970 roku jako sekcja klubu sportowego Knattspyrnufélagið Valur. Po tym jak w 1972 roku oficjalnie zostały organizowane mistrzostwa kraju w piłce nożną kobiet, drużyna dopiero w 1977 startowała w rozgrywkach 1. deild, zajmując trzecie miejsce. Następnie klub brał udział we wszystkich kolejnych edycjach najwyższej serii mistrzostw Islandii w piłce nożnej kobiet. W drugim swoim sezonie 1978 roku po raz pierwszy zdobył tytuł mistrza, następnie znajdując się na podium mistrzostw do 1993 roku. Dzięki zwycięstwu w mistrzostwach 2004 roku drużyna wzięła udział w Pucharze UEFA Kobiet sezonu 2005/06.
Od 2019 roku zespół zdobywa co roku tytuł mistrza kraju, za wyjątkiem 2020, kiedy był drugim. W sezonie 2022 drużyna po raz czternasty została zwycięzcą pucharu swego kraju.

## Barwy klubowe, strój, herb, hymn
|  |  |

Klub ma barwy czerwono-niebieskie. Piłkarki domowe spotkania zazwyczaj grają w czerwonych koszulkach, białych spodenkach oraz białych getrach.

## Sukcesy

### Trofea międzynarodowe
| \| \| Zdobyte trofea w rozgrywkach międzynarodowych (stan na: 31-05-2023) \| |                                                                     |      |          |
| Rozgrywki                                                                    | Osiągnięcie                                                         | Razy | Sezon(y) |
| · Liga Mistrzyń UEFA                                                         | zdobywca                                                            | 0    |          |
| · Liga Mistrzyń UEFA                                                         | finalista                                                           | 0    |          |
| · Liga Mistrzyń UEFA                                                         | ćwierćfinalista                                                     | 1    | 2005/06  |
| FIFA                                                                         | Zdobyte trofea w rozgrywkach międzynarodowych (stan na: 31-05-2023) |      |          |

### Trofea krajowe
| \| \| Zdobyte trofea w rozgrywkach Islandii (stan na: 29-10-2024) \| |                                                             |      |                                                                                          |
| Rozgrywki                                                            | Osiągnięcie                                                 | Razy | Sezon(y)                                                                                 |
| Mistrzostwo                                                          | I miejsce                                                   | 14   | 1978, 1986, 1988, 1989, 2004, 2006, 2007, 2008, 2009, 2010, 2019, 2021, 2022, 2023       |
| Mistrzostwo                                                          | II miejsce                                                  | 13   | 1979, 1980, 1982, 1983, 1987, 1991, 1995, 1998, 2005, 2011, 2013, 2020, 2024             |
| Mistrzostwo                                                          | III miejsce                                                 | 12   | 1977, 1981, 1985, 1990, 1992, 1994, 1997, 1999, 2002, 2003, 2016, 2017                   |
| Puchar                                                               | zdobywca                                                    | 15   | 1984, 1985, 1986, 1987, 1988, 1990, 1995, 2001, 2003, 2006, 2009, 2010, 2011, 2022, 2024 |
| Puchar                                                               | finalista                                                   | 8    | 1981, 1982, 1996, 1997, 2002, 2004, 2008, 2012                                           |
| Superpuchar                                                          | zdobywca                                                    | 8    | 2004, 2005, 2007, 2008, 2009, 2010, 2011, 2022                                           |
| Superpuchar                                                          | finalista                                                   | 5    | 1996 (w), 1996 (j), 2006, 2012, 2020                                                     |
| Puchar Ligi                                                          | zdobywca                                                    | 6    | 2003, 2005, 2007, 2010, 2017, 2024                                                       |
| Puchar Ligi                                                          | finalista                                                   | 12   | 1996, 1998, 2000, 2001, 2002, 2004, 2006, 2008, 2011, 2012, 2013, 2019                   |
| II liga                                                              | I miejsce                                                   | 0    |                                                                                          |
| II liga                                                              | II miejsce                                                  | 0    |                                                                                          |
| II liga                                                              | III miejsce                                                 | 0    |                                                                                          |
| Islandia                                                             | Zdobyte trofea w rozgrywkach Islandii (stan na: 29-10-2024) |      |                                                                                          |

## Poszczególne sezony

### Rozgrywki międzynarodowe

#### Europejskie puchary
Klub 10 razy uczestniczył w rozgrywkach europejskich.

### Rozgrywki krajowe
| \| Islandia \| Bilans występów klubu w rozgrywkach piłkarskich Islandii (Stan na 31 grudnia 2023 r.) \| \| |                                                                                       |        |       |   |   |   |    |    |     |                             |        |        |      |
| Poziom | Rozgrywki                                                                             | Sezony | Mecze | Z | R | P | B+ | B– | Pkt | Lata                        | Awanse | Spadki | Naj. |
| I | 1. deild / Úrvalsdeild / Besta deild                                                  | 47     |       |   |   |   |    |    |     | od 1977                     | 0      | 0      | 1    |
| II | 2. deild / 1. deild                                                                   | 0      |       |   |   |   |    |    |     |                             | 0      | 0      |      |
| III | 2. deild                                                                              | 0      |       |   |   |   |    |    |     |                             |        |        |      |
| | Puchar Islandii                                                                       | 43     |       |   |   |   |    |    |     | od 1981                     | 0      | 0      | 1    |
| | Puchar Ligi Islandzkiej                                                               | 28     |       |   |   |   |    |    |     | od 1996                     | 0      | 0      | 1    |
| | Superpuchar Islandii                                                                  | 12     |       |   |   |   |    |    |     | 2006, 2004–2012, 2020, 2022 | 0      | 0      | 1    |
| Islandia                                                                                                   | Bilans występów klubu w rozgrywkach piłkarskich Islandii (Stan na 31 grudnia 2023 r.) |        |       |   |   |   |    |    |     |                             |        |        |      |

## Piłkarki, trenerzy, prezydenci i właściciele klubu

### Piłkarki

#### Aktualny skład zespołu
Stan na 04.07.2022:
| Nr | Poz. | Piłkarz                  |
| -- | ---- | ------------------------ |
| 1  | BR   | Sandra Sigurðardóttir    |
| 4  | OB   | Arna Ásgrímsdóttir       |
| 5  | PO   | Lára Pedersen            |
| 6  | PO   | Mist Edvardsdottir       |
| 7  | OB   | Elísa Viðarsdóttir       |
| 8  | PO   | Ásdís Halldórsdóttir     |
| 9  | NA   | Ída Marín Hermannsdóttir |
| 10 | NA   | Elín Metta Jensen        |
| 11 | OB   | Anna Rakel Pétursdóttir  |
| 13 | NA   | Cyera Hintzen            |
| 15 | PO   | Brookelynn Entz          |
| 16 | PO   | þórdís Ágústsdóttir      |

| Nr | Poz. | Piłkarz                       |
| -- | ---- | ----------------------------- |
| 17 | PO   | þórdís Sigfúsdóttir           |
| 18 | OB   | Málfríður Anna Eiríksdóttir   |
| 19 | NA   | Bryndis Níelsdóttir           |
| 20 | BR   | Fanney Inga Birkisdótir       |
| 21 | PO   | Lillý Rut Hlynsdóttir         |
| 22 | NA   | Mariana Speckmaier            |
| 23 | NA   | Guðrún Karítas Sigurðardóttir |
| 24 | OB   | Mikaela Pétursdóttir          |
| 27 | PO   | Ásgerður Baldursdóttir        |
| 32 | NA   | Fanndís Friðriksdóttir        |

### Trenerzy
...
- 2009–2010:  Freyr Alexandersson
- 2011–2012:  Gunnar Rafn Borgþórsson
- 2013:  Þorleifur Óskarsson,  Helena Ólafsdóttir
- 2014:  Þór Hinriksson
- 2015–2016:  Ólafur Brynjólfsson
- od 2017:  Pétur Pétursson

## Struktura klubu

### Stadion
Drużyna rozgrywa swoje mecze domowe w Reykjavíku na stadionie Hlíðarendi, który może pomieścić 1,524 widzów.

## Kibice i rywalizacja z innymi klubami

### Derby
- Fram Reykjavík
- KR Reykjavík